# Blauwe kaart
Een blauwe kaart is een kaart die in het handbal en het hockey aan een speler wordt gegeven.
Bij een blauwe kaart in het handbal (die volgt nadat eerst een rode kaart is getoond) moet de speler wegens een zware overtreding het veld of de zaal verlaten en stuurt de scheidsrechter een rapportage naar de sportbond.
In het hockey wordt de kaart juist gegeven om een uitzonderlijk en opmerkelijk gebaar van respect of fair play te belonen. De kaart kan volgens de Koninklijke Belgische Hockey Bond onmiddellijk gegeven worden of pas nadat de actie is afgelopen. De scheidsrechter fluit en daarna wordt de kaart in de lucht gestoken en steekt de scheidsrechter zijn duim op naar de betrokken speler. De blauwe kaart werd begin 2019 officieel in België ingevoerd, in navolging van de introductie ervan door diverse clubs in Nederland.